# Louis-Jean-Nicolas Lejoille
Louis-Jean-Nicolas Lejoille, né le 11 novembre 1759 à Saint-Valery-sur-Somme et mort le 9 avril 1799 à Brindisi, est un officier de marine français.

## Biographie

### Jeunesse et formation
Issu d'une famille de marins, son père étant capitaine de navire, il devient mousse à l'âge de 7 ans et embarque sur le brigantin Elizabeth commandé par son père, pour aller à Marseille. 
Il étudie ensuite à Abbeville et à Amiens avant de terminer sa formation au côté de son père sur le De Granbourg, où il devient timonier. Commencent alors pour lui les voyages au grand cabotage.
À partir de 1776, il participe à la Guerre d'indépendance des États-Unis dans l'escadre de Suffren. Il est employé comme timonier sur la flûte La Tamponne. 
En 1779, il est élevé au grade de second-lieutenant et embarque à bord du brick La Vengeance, et, en 1781, il participe à la bataille de Porto Praya. En 1782, il est nommé lieutenant de frégate.
Entre 1784 et 1791, il retourne à la marine marchande et commande le De Granbourg, en remplacement de son père.

### Les guerres navales de la Révolution
Le 6 mai 1793, il est reçu capitaine et maître au long cours par l'amirauté de Brest et devient commandant de la corvette La Céleste qu'il reçoit pour mission de conduire du Havre à Toulon. Sur le trajet, il s'empare du  Shout, navire anglais de 18 canons. À Toulon, il est nommé lieutenant en pied sur le navire le Tonnant, et le 4 juin 1794 il participe à la prise de la frégate anglaise L'Alceste dont il est nommé commandant.
En mars 1795, il participe dans l'escadre du contre-amiral Martin à un combat où sa bravoure et son habileté sont remarquées. Il parvient à prendre le Berwick, navire de 74 canons, qui tente de rejoindre Livourne. Blessé grièvement à la jambe et au bras droit, Lejoille part en convalescence à Gênes. Nommé commandant de vaisseau, il rentre en France, où il est promu chef de division (chef d'escadre) et reçoit mission de se rendre à Venise puis Corfou.
Il participe ensuite en tant que commandant du Généreux (1785) à la bataille du Nil ou bataille d’Aboukir ; il poursuit le Bellerophon sans parvenir à le capturer. Au large de la Crète, il capture Le Leander, navire anglais de 54 canons, après cinq heures de combat, puis rejoint le général Chabot au siège de Corfou.
C'est au cours d'un duel d'artillerie devant le fort de Brindisi qu'il trouve la mort à 39 ans, les cuisses arrachées par un boulet.

## Hommage posthume
- À Saint-Valery-sur-Somme le quai qui longe le port se nomme quai Lejoille.